# Psaliodes multilinea
Psaliodes multilinea är en fjärilsart som beskrevs av William Schaus 1901. Psaliodes multilinea ingår i släktet Psaliodes och familjen mätare. Inga underarter finns listade i Catalogue of Life.